# Rättscentrum Göteborg

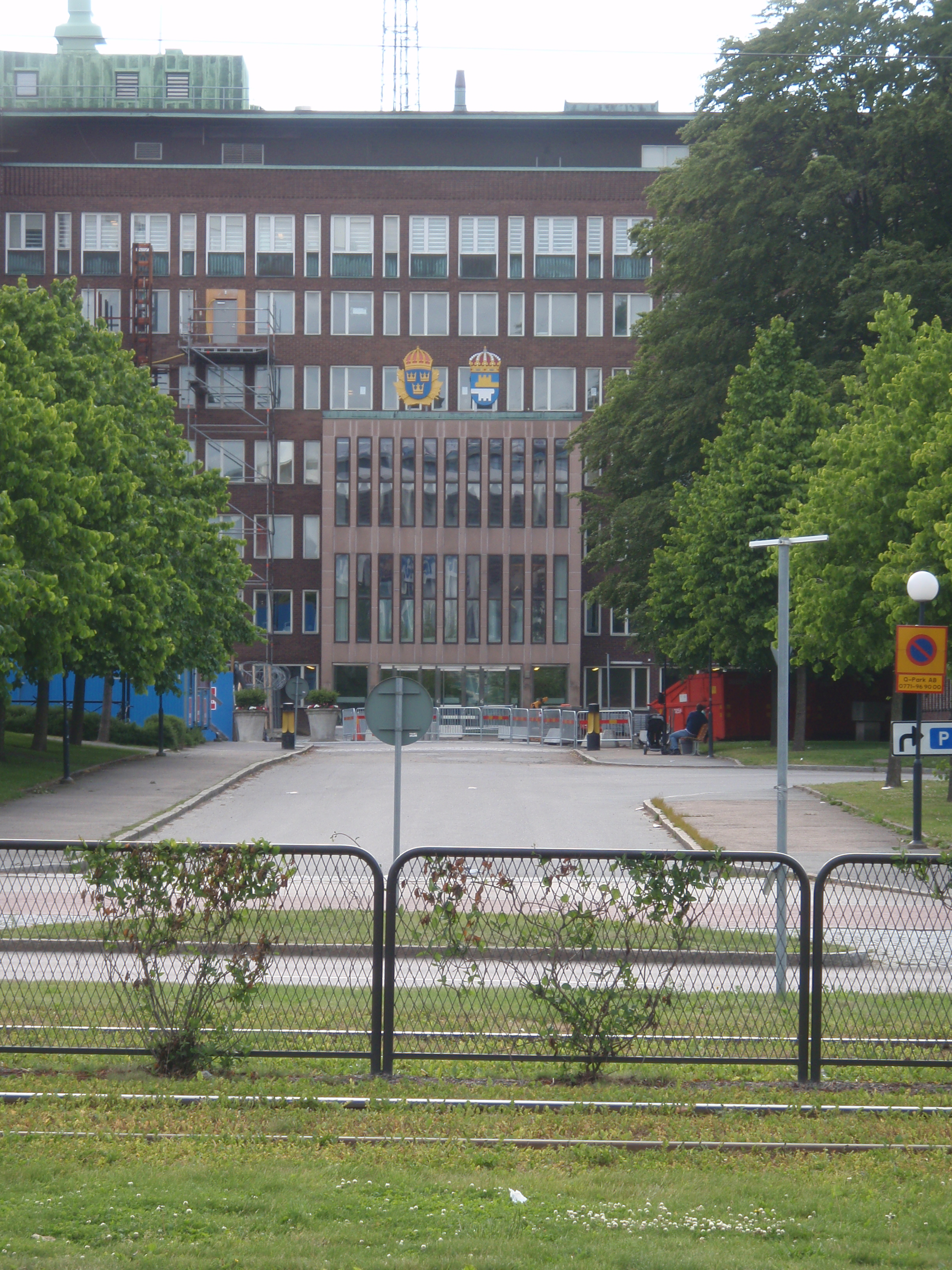
Göteborgs Polishus, sett från framsidan.

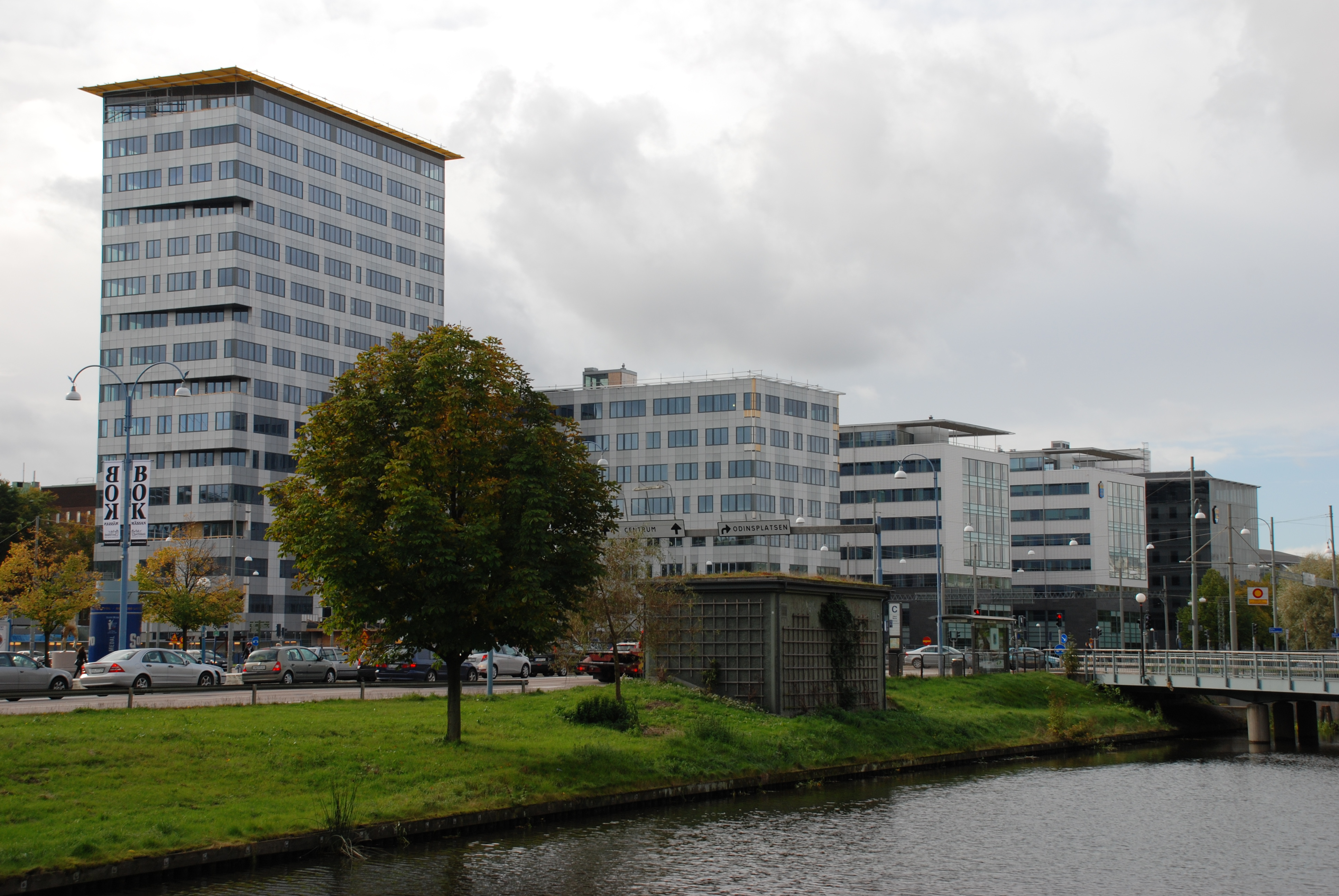
Kontorshus, tingsrätten och häktet vid Ullevigatan.

Rättscentrum Göteborg, även Polishuset Ernst Fontells plats eller Skånegatan, är ett huskomplex i kvarteret Skånegatan och Ullevigatan och som används av polisen, kriminalvården, ekobrottsmyndigheten, åklagarmyndigheten och Göteborgs tingsrätt.

## Polismyndigheten
Polismyndigheten Västra Götaland har sina huvudlokaler på Skånegatan. Länsledningscentralen och Länspolisledningen är några av de enheterna som är placerade i huset. Även enheter som Supporterpolisen huserar i byggnaden. Andra specialenheter som till exempel Piketen och Bombenheten håller dock till på Sankt Sigfridsgatan i Skår. 
Just nu pågår det mycket renovering och tillbyggnad av lokalerna. Polisledningen har därför gjort en omorganisering vilket har medfört att visa enheter har fått flytta till Stampgatan och Aminogatan (Mölndal).

## Kriminalvården
Kriminalvården har ett häkte i Rättscentrum som har cirka 400 platser. Besöksadressen är Ullevigatan 11.

## Åklagarmyndigheten och Ekobrottsmyndigheten
Åklagarmyndigheten och ekobrottsmyndigheten har sina lokaler på Ernst Fontells plats.

## Göteborgs tingsrätt och hyres- och arrendenämnden
Göteborgs tingsrätt och Hyres- och arrendenämnden i Göteborg är sedan år 2010 placerade på Ullevigatan 15.